# Binford
La ville américaine de Binford est située dans le comté de Griggs, dans l’État du Dakota du Nord. Lors du recensement de 2010, sa population s’élevait à 183 habitants.

## Histoire
Binford a été fondée en 1899.

## Démographie
| 1910 | 1920 | 1930 | 1940 | 1950 | 1960 |
| ---- | ---- | ---- | ---- | ---- | ---- |
| 275  | 393  | 317  | 311  | 309  | 261  |

| 1970 | 1980 | 1990 | 2000 | 2010 | - |
| ---- | ---- | ---- | ---- | ---- | - |
| 242  | 293  | 233  | 201  | 183  | - |

## Source
- (en) Cet article est partiellement ou en totalité issu de l’article de Wikipédia en anglais intitulé « Binford, North Dakota » (voir la liste des auteurs).